# Hansa-Brandenburg G.I
Die Hansa-Brandenburg G.I war ein Langstreckenbomber der k.u.k. Luftfahrttruppen im Ersten Weltkrieg.

## Entwicklung
Die deutsche Firma Hansa-Brandenburg produzierte von 1914 bis 1918 eine Reihe von Kampfflugzeugen, die bei den k.u.k. Luftfahrttruppen eingesetzt wurden.
Die von Ernst Heinkel entwickelte Hansa-Brandenburg GF (Werksbezeichnung) war 1915 in stark verkleinerter Form aus dem Prototyp ZM I und dessen verkleinerter Version ZM II mit zwei 160 PS Maybach-Motoren nach dem Vorbild der von der deutschen Idflieg erarbeiteten Spezifikation für dreisitzige Kampfflugzeuge entwickelt worden. Es handelte sich um einen konventionellen Doppeldecker mit leicht gestaffelten Tragflächen leicht unterschiedlicher Spannweite mit – für Hansa-Brandenburg-Flugzeuge nicht unüblich – auffällig nach innen geneigten, dreistielig angeordneten Streben. Pilot und Bombenschütze waren in einem langen gemeinsamen Cockpit platziert, abgesetzt davon befand sich im Bug ein weiteres Cockpit für den Bordschützen. Die beiden Motoren waren nicht an den Tragflächen befestigt, sondern mit Stahlstreben beiderseits des Rumpfes angebracht. Das brachte allerdings den Nachteil mit sich, dass das Fluggewicht sich erhöhte und die Motorvibration direkt auf den Rumpf und das Flugzeug übertragen wurde.
Unter dem Eindruck der ab August 1915 einsetzenden Bombenangriffe durch italienische Flieger entschloss sich die k.u.k. Heeresverwaltung, ebenfalls Großflugzeuge in Dienst zu stellen und bestellte im Mai und im Juli für je 60.000 RM insgesamt zwei Hansa-Brandenburg GF (Kennziffer 05.05 und 05.08). Beide Maschinen trafen im April 1916 mit erheblichen Transportschäden ein; der daher einsetzende Rechtsstreits zwischen dem Hersteller und der Fliegerarsenal (Flars) verzögerte zunächst die Abnahme.
Das Flars veranlasste noch einige technische Änderungen und ließ die Firma UFAG die Produktion in Lizenz aufnehmen. Zudem wurden weitere Flugzeuge bei Hansa-Brandenburg bestellt, die im März 1917 geliefert wurden.
Insgesamt wurden etwa 50 Flugzeuge geliefert, zwölf wurden von UFAG hergestellt (Serien-Nr. 62. und 62.5).
Das Flugzeug wurde versuchsweise auch als Plattform für großkalibrige Bordkanonen verwendet: im Bug mit dem 5 cm oder dem 7 cm Škoda-Geschütz, im hinteren Schützenstand mit einer 3,7 cm Škoda Bordkanone.

## Einsatz
Die G.I gelangte an drei Fliegerkompanien (Flik 101/G, Flik 102/G und Flik 103/G) und eine Fliegerersatzkompanie (Flek 22). Die Flieger beanstandeten jedoch, dass die inzwischen längst veralteten Maschinen deutlich der deutschen Gotha G.IV unterlegen waren. Die Hansa-Brandenburg Großflugzeuge wurden daher bald an Schuleinheiten abgegeben. Während des dreimonatigen Fronteinsatzes kam es daher nur zu einem einzigen scharfen Einsatz eines Flugzeugs.

## Technische Daten
| Kenngröße             | Daten                                                             |
| --------------------- | ----------------------------------------------------------------- |
| Baujahr               | 1915–1917                                                         |
| Einsatzzweck          | Bomber                                                            |
| Besatzung             | 3 (Pilot, Beobachter, MG-Schütze)                                 |
| Länge                 | 9,80 m                                                            |
| Spannweite            | 18,00 m                                                           |
| Höhe                  | 4,20 m                                                            |
| Flügelfläche          | 70,0 m²                                                           |
| Leermasse             | 1776 kg                                                           |
| Startmasse            | 2740 kg                                                           |
| Höchstgeschwindigkeit | 143 km/h                                                          |
| Steigzeit auf 1000 m  | 6:30 min                                                          |
| Dienstgipfelhöhe      | 4000 m                                                            |
| Reichweite            | 1000 km                                                           |
| Flugdauer             | 6 h                                                               |
| Triebwerke            | 2 wassergekühlte Reihenmotoren Austro-Daimler, je 160 PS (118 kW) |
| Bewaffnung            | 2 × Schwarzlose MG, Bomben                                        |